# バレーボールアラブ首長国連邦男子代表
バレーボールアラブ首長国連邦男子代表（バレーボールアラブしゅちょうこくれんぽう だんしだいひょう）は、バレーボールの国際大会で編成されるアラブ首長国連邦の男子バレーボールナショナルチームである。

## 歴史
1976年に国際バレーボール連盟へ加盟。第4回大会の1987年アジア選手権に初出場を果たした。これまでに7回出場しているが成績は振るわず、2006年アジア競技大会も出場国中最下位に終わっている。2010年世界選手権大陸予選は同組のサウジアラビア、ウズベキスタンの棄権により2次ラウンドへ進出した。

## 過去の成績

### オリンピックの成績
- 出場なし

### 世界選手権の成績
- 2006年 - アジア予選敗退
- 2010年 - アジア予選敗退

### アジア選手権の成績
- 1987年 - 15位
- 1989年 - 11位
- 1991年 - 14位
- 1997年 - 17位
- 2001年 - 10位
- 2003年 - 15位
- 2005年 - 17位